# مهدي فخر الدين
مهدي فخر الدين(3 ديسمبر 1983-) ممثل ومقدم برامج لبناني

## حياته
سافر إلى إيران لدراسة تصميم الغرافيكس وحاصل على درجة الماجستير فيها عام 2010 وخلال سنوات الدراسة عمل في الترجمة ولاحقاً كمراسل صحافي كونه يتقن اللغة الإيرانية جيداً لصالح تلفزيون الراي وقناة الآن. وتوالت العروض إلى أن قدم برامج تلفزيونية على شاشة قناة الكوثر[بحاجة لمصدر]
عاد إلى لبنان عام 2011

### حياته الأسرية
متزوج ولديه ابنة اسمها «ماريا»

## مشواره المهني
انطلاقته الأولى كانت في المسلسل اللبناني الإيراني "صُنِع في إيران" ثم شارك في "شهاب من نور" وبعدها بدأ في أعمال عرضت في لبنان فكان اختياريه لفيلم "زهرة فؤادي" الذي يروي سيرة الشهيد عامر كلاكش "أبو زينب" وهذا العمل تم تصويره بداية العام 2014 ، قدم عدّة أعمال في الدراما اللبنانية أهمها عين الجوزة دخل بعدها إلى الدراما السورية من خلال مسلسل "هوا أصفر الذي شارك في بطولته إلى جانب سلاف فواخرجي ويوسف الخال صور عام 2017 وعرضفي رمضان عام 2019
في نوفمبر 2018، افتتح مطعما باسم (فخرالدين) الكائن في بيروت في منطقة كنيسة مار مخايل

### في التلفزيون
| سنة الإنتاج | اسم المسلسل  | الشخصية       |
| ----------- | ------------ | ------------- |
| 2023        | لحن البحر    |               |
| 2022        | ظل           |               |
| 2020        | أولاد آدم    | (زكريا)       |
| 2020        | مرايا الزمن  | (حسام)        |
| 2019        | هوا أصفر     | (نبيل)        |
| 2019        | صمت الحب     | (ضيف الحلقات) |
| 2018        | بوح السنابل  | (الحاج رضا)   |
| 2018        | عندي قلب     | علاء          |
| 2018        | فخامة الشك   |               |
| 2017        | حكم الهوى    | (نضال)        |
| 2015        | عين الجوزة   | (حمزة)        |
| 2012        | صنع في إيران |               |

### في السينما
| سنة الإنتاج | الفيلم       | الشخصية          |
| ----------- | ------------ | ---------------- |
| 2012        | شهاب من نور  |                  |
| 2013        | زهرة فؤادي   |                  |
| 2014        | أغاني بلادي  |                  |
| 2014        | ملح التراب   | (حسن سالم)       |
| 2015        | السر المدفون | (العميل المزدوج) |

### تقديم البرامج
| سنة الإنتاج | اسم البرنامج | عرض على     |
| ----------- | ------------ | ----------- |
| 2010        | O+           | قناة الكوثر |
| 2011        | 28           | قناة الكوثر |
| 2012        | أهلا بيك     | قناة الكوثر |